# Cruz del Norte
Cruz del Norte är en ort i Mexiko.   Den ligger i kommunen Tlatlaya och delstaten Mexiko, i den södra delen av landet, 150 km sydväst om huvudstaden Mexico City. Cruz del Norte ligger 1 014 meter över havet och antalet invånare är 325.
Terrängen runt Cruz del Norte är huvudsakligen kuperad, men norrut är den bergig. Runt Cruz del Norte är det ganska glesbefolkat, med 42 invånare per kvadratkilometer. Närmaste större samhälle är Santa Ana Zicatecoyan, 3,2 km nordost om Cruz del Norte. I omgivningarna runt Cruz del Norte växer huvudsakligen savannskog.